# Білорамино
Білора́мино (рос. Белорамино, ерз. Белорамино) — присілок у складі Теньгушевського району Мордовії, Росія. Входить до складу Барашевського сільського поселення.
Населення — 9 осіб (2010; 30 у 2002).
Національний склад (станом на 2002 рік):
- росіяни — 97 %